# Стратмор (Њу Џерзи)
Стратмор (енгл. Strathmore) насељено је место без административног статуса у америчкој савезној држави Њу Џерзи.

## Демографија
По попису из 2010. године број становника је 7.258, што је 518 (7,7%) становника више него 2000. године.
| Група             | 2000.         | 2010.         |
| Белци             | 5.680 (84,3%) | 5.925 (81,6%) |
| Афроамериканци    | 222 (3,3%)    | 286 (3,9%)    |
| Азијати           | 438 (6,5%)    | 481 (6,6%)    |
| Хиспаноамериканци | 315 (4,7%)    | 497 (6,8%)    |
| Укупно            | 6.740         | 7.258         |